# 系统架构
系统架构是定義系統的结构、行為及其他視圖（view）的概念模型。架构敘述（architecture description）是有關系統的正式描述以及呈現，以有助於瞭解系統结构和行為的方式來組織。
系统架构可以包括系統中的組件以及子系統，這些元件以及子系統共同工作來實現整個系統。有許多人設法將描述系統架構的語言形式化，這些語言稱為架构描述语言（ADL）。

## 簡介
許多組織用不同的方式在定義系統架構，以下是一些例子：
- 系統的基本組織，由其組件、組件之間的關係以及組件和環境的關係、主導其設計以及演進的原則所組成[4]。
- 一個系統的呈現，包括從機能到硬體組件和軟體組件的映射、從软件架构到硬體架構的映射，以及這些介面和人的互動[5]。
- 實體元件的分配安排，針對消費產品或是產品生命週期提供其設計方案，目的是要滿足機能架構的需求，以及需求的基線（baseline）[6]。
- 包括最重要、普遍、頂層、策略性發明、決策的架構，以及這些和整體架構之間的基本原理（即其基本要素和關係），以及其相關的特徵以及行為[7]。
- 有關电子计算机設計以及內容的敘述。若有文件，可能會包括目前硬體、軟體以及網路能力的細節清單，有關長期計劃以及後續優先購買項目的敘述，以及昇級或更換過期設備或軟體的計劃[8]
- 系統的正式敘述，或是在組件層級的系統詳細計劃，目的是為了做為實作的指引[9]。
- 產品設計架構的組成，以及其生命週期過程[10]
- 組件的結構，組件之間的關係，主導其設計以及演進的定律及指引[9]。

系統架構可以視為是一組已有系統（或是未來系統）呈現方式的組合。其呈現一開始會說明一般性，高階的機能組織，漸漸會到更細節，更具體的敘述。
系統架構承載了組成系統元素的資訊、元素之間的關係、主導這些關係的原則。系統架構可能包括硬體、軟體、文件、設備、人工程序或是由組織或是人員所扮演的角色。
系統架構一般會專注在系統組件或是子系統的介面，以及系統和外部環境（特別是用户）之間的介面。系統和使用者之間的界面會稱為用户界面或人机交互。
系統架構可以和系統架構工程（system architecture engineering、SAE）對比，系統架構工程是有效實現系統架構的方法以及原則：
- 系統架構工程是一種方式，因為其中有提到許多步驟，在許多條件的約束下，產生系統架構或是更改系統架構。
- 系統架構工程是一種原則，因為使用了知识體系來告知實作者，在許多條件的約束下，最有效設計系統的方式是什麼。

## 和其他領域的關係
系統架構和許多領域中長時間發展的技術和實務緊密相關，其中最重要的領域應該是土木架構。
在數位電腦發明之前，在電子學以及其他領域都已使用「系統」一詞，其意義也和現代的意義相近。不過隨著數位電腦的出現，軟體工程也發展成獨立的學科，因此開始需要區分工程製作的硬體工件、軟體工件，以及合併硬體和軟體的工件。可程式化的硬體工件（電腦的硬體）若沒是沒有軟體，無法發揮其作用，而軟體工件若是沒有可以執行其程序的硬體，也無法發揮作用。而硬體和軟體配合，就可以進行非常多的工作。因此，在電腦及軟體領域（也包括其他工程領域，例如通訊）中，常會用「系統」來表示有所有基本元件（一般來說，會包括硬體和軟體），可以執行特定工作的工件。
在上述的領域中，系統多半是指可程式的硬體以及其中的軟體，系統工程師會關注整體的設備（包括硬體和軟體），特別關注其中各單元之間的介面，也包括軟體和硬體的介面，以及設備和人之間的界面（人機介面）。硬體工程師會負責硬體元件的開發，軟體工程師會負責軟體的開發，而系統工程師的工作是確認軟體可以在硬體上正常執行，以及使用者是否可以正常使用此一設備，執行預期的功能。
系統架構會用到硬體元件和軟體元件，用這些元件來設計整體的系統。好的系統架構可以視為是分割方案，將系統現有（或是預期會有）的功能分割到一組可以清楚劃分的有界子系統中，沒有任何遺漏。分割的主要目的是安排各個子系統中的元件，使元件之間的相互相依性降到最低。不論是軟體或是硬體，好的子系統多半本身就是一個有意義的「物件」。而且，好的系統可以將使用者的需求以及對應的測試相對應。理想上，每一個元件也都會有對應的需求以及測試。

## 種類
以下是不同種類的系统架构（其基本原則都相同）：
- 硬體架構
- 软件架构
- 企业架构
- 協作系統架構（例如網路、智慧型運輸系統和聯合防空系統）
- 生產系統架構
- 策略系統架構[14]

## 外部連結
- Principles of system architecture （页面存档备份，存于）
- What is Systems Architecture ? （页面存档备份，存于）
- INCOSE Systems Architecture Working Group （页面存档备份，存于）
- Journal of Systems Architecture （页面存档备份，存于）